# Poneridia macdonaldi
Poneridia macdonaldi is een keversoort uit de familie bladkevers (Chrysomelidae). De wetenschappelijke naam van de soort werd in 1895 gepubliceerd door Arthur Mills Lea.